# تعمیم

موقعی که ذهن به صورت خودکار تعمیم انجام می‌دهد. در اینجا ذهن، پایه و اساس یک مفهوم را استخراج کرده‌است، ذهن این کار را بر اساس تحلیل مشابهت‌ها روی چندین شیء مجزا انجام داده‌است. آنچه به دست آمده‌است نوعی ساده‌سازی است که امکان تفکر سطح بالا را می‌دهد.

تعمیم (به انگلیسی: Generalization) نوعی انتزاع است که بواسطه آن ویژگی‌های مشترک نمونه‌های خاص، به صورت مفاهیم یا بیانیه‌های همگانی فرمول‌بندی می‌شوند. تعمیم، فرض می‌کند که یک دامنه یا مجموعه‌ای از عناصر وجود دارد، همچنین فرض می کند که یک یا بیشتر ویژگی بین آن عناصر، مشترک است (بنابراین یک مدل مفهومی را می‌سازد). از این رو، تعمیم مبنی اساسی برای همه استدلال‌های استنتاجی (مخصوصا در منطق، ریاضیات و علوم) است، در این موارد برای تعیین آنکه که آیا یک تعمیم برای یک وضعیت داده شده صحیح است یا نه، از یک فرایند راستی‌آزمایی استفاده می‌شود.
از تعمیم برای ارجاع به فرایند تعیین اجزای یک کل می‌توان استفاده کرد، تا تعیین شود که آیا به کل تعلق دارد یا نه. اجزایی که ممکن است هنگام جداسازی، غیر مرتبط تشخیص داده شوند، به صورت یک گروه کنار هم قرار می‌گیرند، تا با ایجاد یک رابطه مشترک به کل متعلق ‌گردند.
با این حال، اجزا نمی‌توانند به یک کل تعمیم شوند مگر آنکه یک «رابطه مشترک» بین همه اجزا بر قرار گردد. این به آن معنی نیست که اجزا با هم مرتبط نیستند، بلکه یعنی تا کنون هیچ رابطه مشترکی برای تعمیم بر قرار نشده‌است.
مفهوم تعمیم کاربرد گسترده‌ای در رشته‌های مرتبط دارد، و همچنین تعمیم می‌تواند معنای خاصی در یک زمینه تخصصی داشته باشد (مثلا تعمیم در روانشناسی، تعمیم در یادگیری).
به صورت کلی، اگر دو مفهوم مرتبط A و B داشته باشیم، آنوقت A یک «تعمیم» از B است (یا به صورت هم‌ارز «B نوع خاصی از A است») اگر و تنها اگر هر دو این بیانیه‌ها برقرار باشد:
- هر نمونه از مفهوم B حتما یک نمونه از نیز مفهوم A هست.
- نمونه‌هایی از مفهوم A وجود دارند که نمونه مفهوم B نیستند.

برای مثال، مفهوم جانور یک تعمیم برای مفهوم پرنده است، زیرا هر پرنده یک جانور است، اما همه جانوران پرنده نیستند (مثلا سگ). مفهوم «خصوصی‌سازی» در زیست‌شناسی را ببینید.

## فرانام و زیرنام
رابطه تعمیم و ویژه‌سازی (جزئی سازی) در واژه‌های متضاد فرانام و زیرنام بازتاب یافته‌است.
یک فرانام (به انگلیسی: Hypernym) به عنوان یک کل، به معنی یک کلاس یا گروه از نمونه‌های هم رتبه است، مثل درخت که برای «نمونه‌های هم رتبه» ای مثل درخت هلو یا درخت بلوط به کار می‌رود، یا واژه کشتی که  برای «نمونه‌های هم رتبه» لنج و هم قایق و هم کشتی بخار به کار می‌رود.
در برابر این مفهوم، یک زیرنام (به انگلیسی: Hyponym) یکی از نمونه‌هایی است که که در یک کل مشمول می‌شود، مثل درخت هلو یا درخت بلوط که در یک درخت مشمول می‌شود، یا لنج یا کشتی بخار که در کشتی مشمول می‌شوند.
یک فرانام مافوق یک زیرنام است و یک زیرنام زیردست (مادون) یک فرانام است.